# Herb gminy Secemin
Herb gminy Secemin – jeden z symboli gminy Secemin, ustanowiony 5 czerwca 2002.

## Wygląd i symbolika
Herb przedstawia na tarczy podzielonej w pas w górnej części w polu błękitnym białego orła, a pod nią złotą wstęgę z czarnym napisem „IN PRINCIPIO” (nawiązanie do kościoła w Seceminie); w czerwonym polu dolnym umieszczono godło z herbu Starykoń. 
Pierwotnym herbem Secemina była róża o pięciu (w XVII w.) lub sześciu (XVIII w.) płatkach, prawdopodobnie nawiązująca do imienia żony założyciela miasta Piotra Szafrańca.